# 480p
Skrócona nazwa jednego z trybów wideo telewizji EDTV. Liczba 480 oznacza rozdzielczość ekranu równą 480 linii w pionie, a litera p oznacza obraz progresywny, kodowany bez przeplotu "p" (ang. progressive). 
Rozdzielczość obrazu 480p w poziomie może wynosić 854 piksele (format obrazu 16:9), lub 640 pikseli (obraz 4:3). Obraz może być odświeżany z częstotliwością 30 lub 60 klatek na sekundę.